# Gryon karnalense
Gryon karnalense är en stekelart som beskrevs av Chacko och Katiyar 1961. Gryon karnalense ingår i släktet Gryon och familjen Scelionidae. Inga underarter finns listade i Catalogue of Life.